# Ольховец (Минская область)
Ольховец (бел. Альховец) — деревня в Беларучском сельсовете Логойского района Минской области Республики Беларусь.

## Географическое положение
Деревня Ольховец расположена на юго-западе района. Расстояние до районного центра — Логойска — 10 км, до Минска — 25 км. Высота над уровнем моря 290 метров.

## Население
Среднегодовая численность жителей — 3 человека (2020 год).

## Транспорт
В 2022 году в летний период (с апреля по октябрь) ходит автобус 313 (ДС Славинского — Домаши) или маршрутка.

## Интересные факты
«Засценак Альхавец пад Гайнай належаў бацькам вядомага філолага, прафесара Я. А. Ляцкага»
«Ў фальварку каля вёскі Альхавец гадаваўся вядомы гісторык рускай літаратуры, прафесар Я. А. Ляцкі (1868—1942)»
(Ніл Гілевіч, Збор твораў у 23-х тамах, Том 10)
«У Альхаўцы нарадзілася і вырасла Алеся Смоліч, вядомая на пачатку 20-х гадоў дзяячка на ніве беларускай асьветы і культуры, жонка выдатнага вучонага-географа і аднаго з актыўных стваральнікаў БНР Аркадзя Смоліча.»
(Ніл Гілевіч, МІЖ РОСПАЧЧУ І НАДЗЕЯЙ)